# Cinclosoma alisteri
Il tordo quaglia di Nullarbor (Cinclosoma alisteri Mathews, 1910) è un uccello passeriforme della famiglia degli Psophodidae.

## Etimologia
Il nome scientifico della specie, alisteri, venne scelto da Gregory Mathews in omaggio al figlio, Alister William Mathews.

## Descrizione

### Dimensioni
Misura 20 cm di lunghezza, per 50-67 g di peso.

### Aspetto
Si tratta di uccelli dall'aspetto massiccio, muniti di testa allungata con becco conico e appuntito, corpo arrotondato con petto prominente e ali arrotondate, coda squadrata e di media lunghezza e zampe forti e allungate.
Il piumaggio presenta evidente dimorfismo sessuale. Nei maschi l'area alla base del becco è nera, continuandosi fino all'occhi oa formare una mascherina e su gola e petto: le guance ed i lati del collo sono di colore bianco, e dello stesso colore sono ventre, sottocoda e sopracciglio, che raggiunge e supera l'area della tempia. Il resto della testa, così come il collo, la coda, il codione ed il sottocoda, è di colore bruno-rossiccio, mentre dorso, ali e fianchi sono di colore bruno-beige, con area scapolare e copritrici primarie dalle penne nere con macchia circolare bianca nell'area distale: anche la fila di penne fra il bruno dei fianchi ed il bianco ventrale presenta punta di colore diverso, in questo caso però nera.

Nella femmina il nero facciale e pettorale manca completamente dalla livrea, che si presenta in queste zone di colore grigio-brunastro.
In ambedue i sessi il becco e le zampe sono di colore nerastro, mentre gli occhi sono di colore bruno scuro.

## Biologia
Il tordo quaglia di Nullarbor è un uccello diurno, che passa la maggior parte della giornata al suolo, spostandosi da solo o in coppie alla ricerca di cibo fra i sassoi e le erbe secche, pronto a rifugiarsi in un cespuglio o ad immobilizzarsi accovacciandosi al suolo in caso di pericolo: questi uccelli, pur essendo in grado di volare (sebbene si tratti di volatori piuttosto mediocri), s'involano raramente e per brevi tratti, generalmente come mezzo estremo per sfuggire a un predatore oppure per raggiungere le prede dall'alto.

### Alimentazione
Si tratta di uccelli insettivori, la cui dieta si compone in prevalenza di insetti, ragni ed altri invertebrati reperiti al suolo, ma comprende anche semi e granaglie.

### Riproduzione
La stagione riproduttiva va da maggio a ottobre, anche se si suppone che questi uccelli siano in realtà in grado di riprodursi durante tutto l'arco dell'anno, in modo tale da poter approfittare delle piogge per fornire un maggiore quantitativo di cibo alla prole. Si tratta di uccelli monogami, che possono portare avanti due o più covate l'anno.
Il nido viene costruito al suolo dalla sola femmina, intrecciando rametti e fibre vegetali: al suo interno essa depone 2-3 uova, che cova da sola (imbeccata dal maschio, che rimane sempre nei dintorni) per una ventina di giorni.

I pulli schiudono ciechi ed implumi: essi vengono accuditi da ambedue i genitori, col maschio che acquista una parte sempre più preponderante man mano che i nidiacei crescono, tanto che dopo l'involo essi chiedono l'imbeccata quasi esclusivamente al padre., prima di rendersi indipendenti e disperdersi (cosa che avviene attorno ai due mesi dalla schiusa).

## Distribuzione e habitat
Il tordo quaglia di Nullarbor, come intuibile dal nome comune, è endemico della piana di Nullarbor, in Australia meridionale.
L'habitat di questi uccelli è rappresentato dalle aree rocciose aride e semiaride con rada copertura cespugliosa.

## Tassonomia
In passato, il tordo quaglia di Nullarbor veniva considerato una sottospecie del tordo quaglia cannella, col nome di C. cinnamomeum alisteri: in base a differenze morfologiche, di vocalizzazioni e soprattutto a livello di DNA mitocondriale, questi uccelli sono stati però elevati al rango di specie a sé stante.